# Rue Jean-du-Bellay
Rue Jean-du-Bellay je ulice na ostrově sv. Ludvíka v Paříži.

## Poloha
Ulice protíná severozápadní cíp ostrova u nábřeží Quai de Bourbon.

## Historie
Ulice vznikla vyhláškou z 1. srpna 1860 v rámci přestavby Paříže za prefekta Haussmanna, aby došlo k napojení na silniční most Louis-Philippe, který byl nově postaven z pravého břehu, a lepšímu spojení s mostem Saint-Louis na ostrově Cité.
Ulice byla už od svého vzniku pojmenována po pařížském biskupovi Jeanovi du Bellay (1492–1560) jako Rue du Bellay. Vyhláškou z 24. června 1907 byla ulice přejmenována na Rue Jean-du-Bellay, aby se název odlišil od jména básníka Joachima du Bellay, po němž je pojmenováno v Paříži náměstí Place Joachim-du-Bellay.